# Pietro Stefano Speranza
Pietro Stefano Speranza (Veroli, 3 agosto 1730 – Alatri, 26 giugno 1802) è stato un vescovo cattolico italiano.

## Biografia
Pietro Stefano Speranza era originario di una famiglia di Trevi nel Lazio, territorio sotto il governo dell'abbazia territoriale di Subiaco. La famiglia si era trasferita da Trevi a Veroli nel 1699, poiché il medico Felice Speranza, nonno del vescovo Pietro Stefano, vi aveva ottenuto la condotta medica.
Studiò a Roma per nove anni filosofia, teologia e successivamente si laureò in utroque iure. Ordinato presbitero nel 1754, svolse il ministero sia a Veroli sia a Trevi. Era canonico della cattedrale, provicario generale e rettore del seminario vescovile di Veroli e al contempo rettore della chiesa di San Teodoro a Trevi.
Nominato vescovo di Alatri il 28 luglio 1777 e consacrato vescovo il 3 agosto, restò al governo della diocesi fino alla morte giunta nel 1802. Ampliò il seminario diocesano, restaurò la cattedrale ed eresse l'ospedale. Nel 1790 indisse il sinodo diocesano e nel 1799 fronteggiò l'invasione napoleonica e la proclamazione della repubblica romana, impegnandosi a limitare i danni nella diocesi.
Venne sepolto nella cattedrale di San Paolo ad Alatri.

## Araldica
Arma: d'azzurro, all'ancora a quattro marre di argento posta in sbarra, movente dal mare ondato al naturale, accompagnati in capo da tre stelle a sei punte male ordinate di argento. Lo scudo è timbrato da un cappello prelatizio a sei nappe per lato (1.2.3) il tutto di verde. Il suo blasone episcopale è inciso anche sulla lapide tombale, posta dai fratelli Carlo e Maria Anna. Lo scudo è timbrato dal consueto cappello che designa il rango episcopale, ma senza croce astile; lo stemma è simbolico-parlante, allegoria della speranza, giacché si compone di un'ancora, simbolo della virtù teologale della speranza sormontata da tre stelle, guide sicure a chi conduce la nave nella notte.

## Genealogia episcopale
La genealogia episcopale è:
- Cardinale Scipione Rebiba
- Cardinale Giulio Antonio Santori
- Cardinale Girolamo Bernerio, O.P.
- Arcivescovo Galeazzo Sanvitale
- Cardinale Ludovico Ludovisi
- Cardinale Luigi Caetani
- Cardinale Ulderico Carpegna
- Cardinale Paluzzo Paluzzi Altieri degli Albertoni
- Cardinale Gaspare Carpegna
- Cardinale Fabrizio Paolucci
- Cardinale Francesco Barberini
- Cardinale Annibale Albani
- Cardinale Federico Marcello Lante Montefeltro della Rovere
- Cardinale Lazzaro Opizio Pallavicini
- Vescovo Pietro Stefano Speranza